# Chloé LaDuchesse
Chloé LaDuchesse, née à Montréal, est une écrivaine, poète et éditrice canadienne.

## Biographie
Chloé LaDuchesse est née à Montréal.
Elle publie Furies, son premier recueil de poésie, en 2017 chez Mémoire d'encrier. Ce livre est finaliste pour le Trillium Book Awards. En 2017, elle fonde Expozine, une foire annuelle de zines.
En 2018, elle est nommée poète officielle du Grand Sudbury.
Son deuxième recueil de poésie, qui sort en 2021, s'intitule Exosquelette. Grâce à celui-ci, Chloé LaDuchesse remporte le prix de poésie Trillium, en plus d'être finaliste au Prix du Gouverneur général et à la liste préliminaire du Prix des libraires du Québec.
Son premier roman, un polar intitulé L’incendiaire de Sudbury, paraît en 2022 à la maison d'édition Héliotrope,,. Le roman représente l'Ontario à l'édition 2023 du Combat national des livres de Radio-Canada, défendu par la journaliste Brigitte Noël.
En 2025, elle devient directrice générale aux Éditions L'Interligne.

## Œuvres

### Poésie
- Furies, Montréal, Mémoire d'encrier, 2017.
- Exosquelette, Montréal, Mémoire d'encrier, 2021.

### Roman
- L’incendiaire de Sudbury, Héliotrope, 2022

## Prix et distinctions
- 2018: Finaliste au Trillium Book Awards pour Furies
- 2021: Lauréate du prix de poésie Trillium pour Exosquelette
- 2021: Finaliste au Prix du Gouverneur général (poésie) pour Exosquelette[7]
- 2022: Finaliste à la liste préliminaire du Prix des libraires du Québec pour Exosquelette